# Utahite
L'utahite è un minerale.

## Etimologia
Il nome deriva dallo Utah, stato degli USA in cui è stato rinvenuto.